# 美馬塚
46°53′55″N 123°03′02″W / 46.898560°N 123.05048°W
美馬塚（英語：Mima mounds；/ˈmaɪmə/）

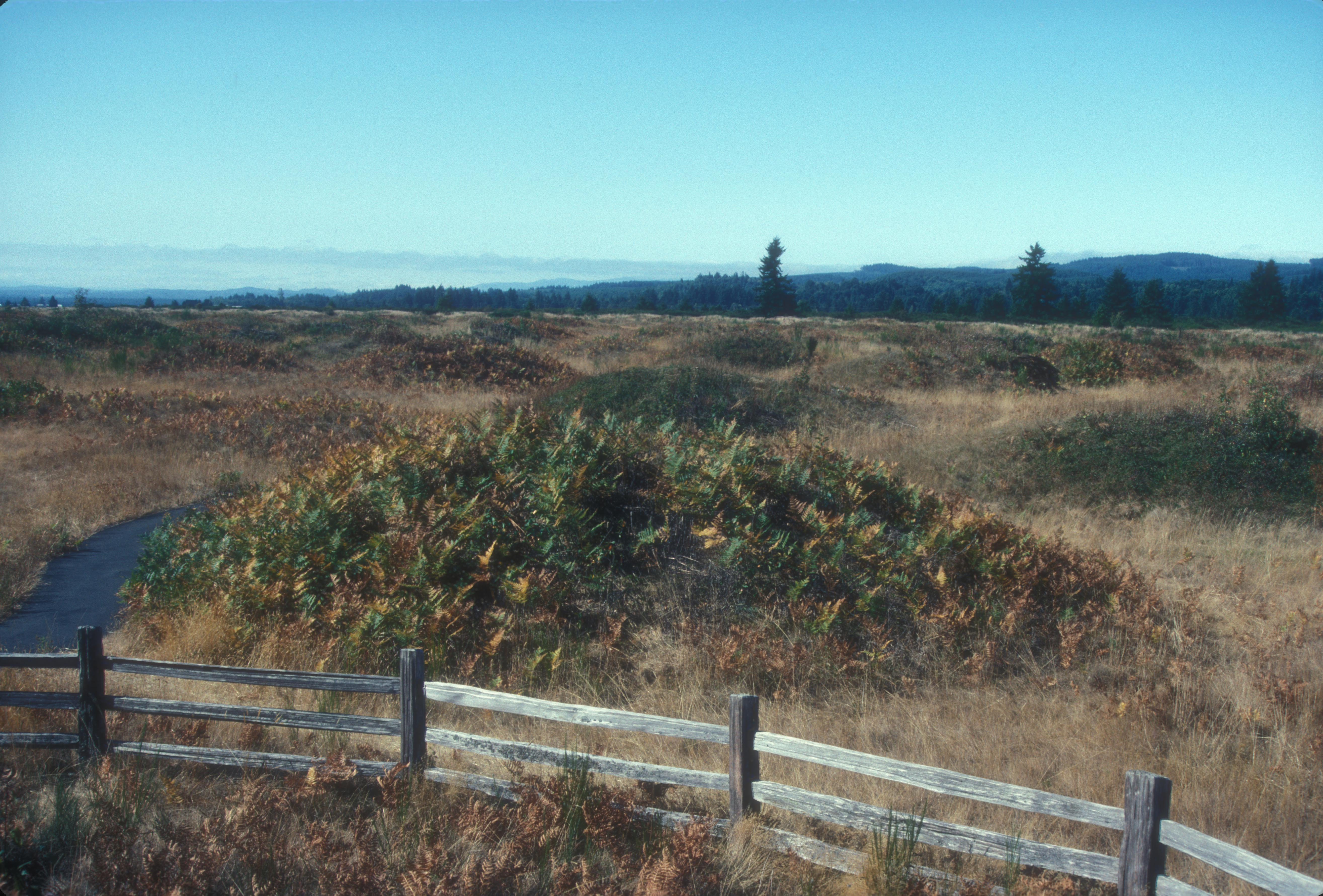
美馬塚的近攝照片

是一種覆蓋大面積土地的圓形土丘所形成的地質異常現象，由一組矮小、平坦、圓至鵝蛋形的圓土墩，由鬆散的、非層化的沉積物組成。多見於北美地區及非洲南部，當中以美國西北部華盛頓州的美馬塚自然保護區最為知名，但其實在世界各地都有發現，只是先前這些土丘被以為是由地鼠（gopher）造成的。在非洲南部，這些土墩被稱為「仙子圓圈」（fairy circles）。
美馬塚的高度從30公分到2米，直徑從3米到50米，而密集程度從每公頃數個到50個不等。
總數最多的地區達數百萬之多，在地面上延伸許多公里。
美馬塚的形成原因多年來一直困惑科學家，其神秘之處就在於到現在為止還沒有人真正知道它們是如何形成。在過去一、二百年間，人們認為它們是美國原住民的墓塚，或是由地震或冰川所造成，有些人甚至主張是外星人所為。也有人認為是由風吹、水淹、甚或由囊鼠科物種挖掘而形成。

## 延伸閱讀
- Burnham, L.H., and Johnson, Donald L. (编). . The Geological Society of America. 2012  [2014-12-18]. （原始内容存档于2013-05-25）.
- Walter, D., and A. Bryant (2001) Mima Mounds of Thurston County: A Study of Evapotranspiration,Geologic History & Myths （页面存档备份，存于）, Environmental Analysis Program, The Evergreen State College, Olympia, Washington.

## 外部連結
- Anonymous (2008) Mima Mounds: Mystery hides in vast prairie （页面存档备份，存于） Photos taken by The Seattle Times.
- . 第三行星神秘事件. 2014-12-18  [2014-12-18] （中文（繁體））. 外部链接存在于|work= (帮助)